# گادولینیم نیترات
گادولینیم نیترات (به انگلیسی: Gadolinium nitrate) با فرمول شیمیایی Gd(NO۳)۳ یک ترکیب شیمیایی با شناسه پاب‌کم ۱۵۹۲۶۶ است. که جرم مولی آن ۳۴۳٫۲۶ g/mol می‌باشد. شکل ظاهری این ترکیب، جامد بلوری سفید است.